# Ace Harris
Asa „Ace“ Harris (* 1. April 1910 in New York City; † 11. Juni 1964 in Chicago) war ein US-amerikanischer Pianist, Sänger, Arrangeur und Bandleader im Bereich des Rhythm & Blues und Jazz.

## Leben und Wirken
Harris lernte als Kind Klavierspiel und spielte während der 1930er Jahre in verschiedenen Territory Bands, 1932 bei Billy Stewards Band Celery City Serenaders, die von Florida aus regelmäßig durch die Seebäder der Ostküste der USA tourte, und ab 1935 bei Bill Mears’ Sunset Royal Serenaders. Im Jahr 1937 übernahm Harris nach dem Tod des Frontmanns Steve Washington die Leitung der Sunset Royal Serenaders und spielte am 25. Oktober 1937 einige Titel wie Hurly Burly und Rhythm ’Bout Town für Vocalion als Ace Harris & his Sunset Royal Orchestra ein, zu dessen Musikern auch der Bassist Al Lucas gehörte. Er arbeitete dann noch bis 1939 mit der Gruppe, um dann in New York zu bleiben.
Anfang 1944 nahm Harris mit Hot Lips Page auf und arbeitete dann als Musiker und Arrangeur im Erskine Hawkins Orchestra, mit dem Aufnahmen entstanden. Sein Boogie-Woogie-Piano und sein Gesang sind in Titeln wie Caldonia (#2 der R&B-Charts 1945), Let's Have Fun Tonight (1946) und Hawk's Boogie (#2, 1947) zu hören. Er blieb bis 1947 bei Hawkins und arbeitete erneut 1950/51 in seinem Orchester, als er bei dessen Aufnahmen für Coral mitwirkte, wie bei dessen letzten R&R-Charterfolg Tennessee Waltz, der 1950 auf #6 der Hitparade stieg. Er wirkte auch bei Bobby Smiths Aufnahmen für Apollo (Blue Keys/Wee Gee Blues, 1951) mit.
Harris nahm 1945–47 auch unter eigenem Namen für die Label Hub und Sterling mit kleineren Formationen auf, wie Lucky Millinders Shorty's Got to Go. In seiner Band spielte neben dem Vokalisten Manhattan Paul u. a. auch der Saxophonist Eddie „Lockjaw“ Davis und der Bassist Grachan Moncur II. Weitere Aufnahmen entstanden 1950/51 mit einer Jump-Blues-Band für Coral (Two Wrong Neve Made a Right/Sentimental Tears). Letzte Aufnahmen unter eigenem Namen spielte er 1953 für Brunswick ein (Please Don't Put Me Down). Im selben Jahr beendete er seine Aktivitäten als Bandleader und zog nach Chicago, um als Solist aufzutreten. 1954 hatte er ein Engagement im Cloister Inn in Chicago. Mit der Erskine Hawkins Band nahm er 1955 einige Singles wie Put Your Feet Down on the Ground für Decca auf, im folgenden Jahr war er Gastsolist auf dessen LP After Hours. 1956 wirkte er noch bei Sil Austins Hit Slow Walk mit; in den folgenden Jahren geriet Ace Harris in Vergessenheit und starb im Juni 1964 im Alter von 54 Jahren in Chicago.
Seine Tochter Asa ist Sängerin im Gene Esposito Jazz Orchestra in Chicago.

## Diskographische Hinweise
- The Chronological Ace Harris 1937–52 (Jazz Classics, ed. 2004)
- Buddy Charles & Ace Harris: Zonky (Audo Fidelity)